# 宗座署理
宗座署理是天主教的地區教會的職務名稱，負責以教宗名義照管由於特殊原因或當地教會規格不足因而未經由教宗成為教區的宗座署理區；或是在教區教座出缺時，在選出新主教前的代管者；以及少部分情況下該教區主教無法行使牧職因而代替照理者。

## 職責
負責宗座署理區的宗座署理在其轄區內，與教區主教之於其牧養之教區擁有同等職權，他們通常會任命為領銜主教，或是由鄰近教區的主教署理此職。
至於在教座出缺期或主教受阻時的管理者則是保持他們原有的職位，只在新任主教選出前代管。雖然他們可以像一般主教般調動人事、教區發展，他們的權限都受到一定限制，如不能出售教區地產等。通常是由該教區供職的輔理主教或是副主教擔當此職。
這些教座出缺期的代理者一般是從當地的輔理主教和副主教選出，但是教宗保有最高的選擇與任命權，有時也會將一名已退休的主教任命為該教區的宗座署理，例如在香港教區主教楊鳴章逝世後，香港教區榮休主教湯漢樞機（而非香港教區輔理主教夏志誠）獲委任為宗座署理。